# Donna Leon
Donna Leon (Montclair (New Jersey), 1942. szeptember 28. –) Svájcban élő amerikai írónő.

## Élete
Donna Leon római katolikus, a Demokrata Párthoz közel álló szülők gyermeke. Apai nagyszülei spanyol eredetűek, anyai nagyszülei pedig ír, illetve német származásúak voltak. A New Jersey állambeli Bloomfield-ben nőtt fel, általa nagyon boldognak ítélt családban. Szülei nagy súlyt fektettek lányuk nevelésére és oktatására.
Bölcsészeti egyetemi tanulmányokat végzett, és egy ideig Iránban tanított, miközben Jane Austen-ról szóló doktori disszertációján is dolgozott. Az ottani 1978–1979-es iszlám forradalom miatt hirtelen el kellett hagynia az országot egy fegyveresek által fenyegetett busszal. Visszatért az Egyesült Államokba és, amikor hónapok után megérkezett a poggyásza, jegyzetei már nem voltak meg. Egy ideig a reklámiparban dolgozott New York-ban, befejezte a disszertációját és megvédte.
Amikor először utazott Olaszországba, nagyon megtetszett neki az ország. Rómában dolgozott idegenvezetőként, majd a Marylandi Egyetem lektoraként Velencében lakott és angolt tanított a vicenzai amerikai katonai támaszponton.
Velencében élve Donna Leon elkezdett a városban zajló cselekményű bűnügyi regényeket írni. 2015 óta ritkábban tartózkodik itt, a túl sok turista miatt, és gyakrabban Svájcban, ahol van egy háza Zürichben és egy másik egy kis hegyi faluban. 2020-ban megkapta a svájci állampolgárságot.
Magánéletéről azt tudni, hogy Donna Leon nem házas, és hogy szenvedélye a barokk opera. Mecénása az Il Pomo d'Oro együttesnek, résztvesz próbáin és felvételein, valamint felolvasásokkal előadásain.

## Pályája
Donna Leon első regénye, Death at La Fenice különös körülmények között jelent meg. Egy alkalommal híres énekesnővel beszélgetett a La Fenice színházban egy ugyancsak híres karmesterről, akit mindketten utáltak, és arról, hogy szívesen látnák meggyilkolva. Valamennyire viccből Donna Leon megírta a regényt, amely a gyilkosság forgatókönyve is lehetne, de félretette és megfeledkezett róla. Mégis, egy barátja tanácsát megfogadva elküldte a Suntory japán díj zsűrijének, amelyet több területen ítélnek oda, köztük krimiknek is. Meglepetésére Donna Leon elnyerte az 1991-re szóló díjat, majd a HarperCollins kiadta a regényt 1992-ben és szerződést kötött az íróval még két regényre. Ez a regény egy hosszú sorozat elsője lett, ugyanazokkal a főszereplőkkel. Évente legalább egy regény jelenik meg a sorozatban, 2023-ban a harminckettedik.

### A Brunetti-sorozat
Néhány szereplő a sorozat csaknem mindegyik regényében megjelenik. Guido Brunetti rendőrbiztos, aki az emberölési ügyekben nyomoz, hozzáértő, kitartó és becsületes rendőr. Bár szerény körülmények között nőtt fel, művelt, ókori írókat szerető ember. Gyakran kerül konfliktusba főnökével, Giuseppe Patta alkalmatlan és karrierista rendőrfőnökkel, aki csak fontos emberekkel való kapcsolatai gondozásával törődik, de nem tudja nélkülözni Brunettit. Az utóbbi jó viszonyban van a rendőrségen alárendeltjével és közvetlen munkatársával, Lorenzo Vianello őrmesterrel, majd felügyelővel. Jól megértik egymást főnöke titkárnőjével, Elettra Zorzi kisasszonnyal is, aki ügyesen, bár nem mindig törvényesen keres számítógépével Brunetti nyomozásaihoz szükséges információkat.
Mindegyik regényben a bűnügy mellett olyan botrányos dolgok is megjelennek, amelyeket politikusok, gazdag üzletemberek vagy ügyvédek korrupciója, kártékony ambíciói, kapzsisága, becstelensége okoz. Ezek az ügyek a környezet károsításával, az emberkereskedelemmel, a prostitúcióval, a kábítószer-kereskedelemmel, az ingatlanokkal való csalásokkal, az adócsalással stb. kapcsolatosak. Brunetti olykor bonyolult és erkölcsileg kétértelmű esetekkel áll szemben, és akadályokba ütközik nyomozásaiban még a főnöke részéről is, amikor ennek fontos személyek érintettek a bűnügyekben.
Brunetti olykor nyomott hangulatban van azok miatt a valóságok miatt, amelyekkel szembesül, de lelkileg helyrejön családja körében. Boldog családi életet él elsősorban feleségével való viszonya révén. Paola velencei gazdag arisztokrata családból származik, de nincs felsőbbrendűségi érzése. Az angol nyelvű irodalom a szenvedélye, amelyet az egyetemen tanít. Emellett mestere az olasz konyhaművészetnek, amelyet Brunetti is szeret, ugyanúgy, mint a jó borokat. Két gyerekük van, Chiara és Raffaello, akiket szépen nevelnek. A regények sorában követhető fejlődésük gyerekekből fiatal felnőtteké.

### Egyéb művek
Donna Leon írt néhány művet a Brunetti-sorozaton kívül is:
- Roberta Pianaro közreműködésével: A Taste of Venice: At Table with Brunetti (szó szerint „Velence íze: asztali társaságban Brunettivel”) – a Brunetti-sorozatban megjelenő ételek receptjei;[11]
- The Jewels of Paradise (szó szerint „A mennyország ékszerei”), regény;[12]
- My Venice and Other Essays (szó szerint „Velencém és egyéb esszék”);[13]
- Wandering through Life (szó szerint „Vándorlás az életen át”), önéletírás.[14]

### Műveinek fogadása
A Brunetti-sorozatnak nagy sikere van. Peter Green, a The New Republic irodalmi kritikusa szerint széles körű olvasóközönség élvezi, beleértve művelt, szellemileg kíváncsi, kulturális célzásokat és az író finom humorát értő olvasókat is, akik humanista szellemben érdeklődnek a világ környezetvédelmi, politikai és társadalmi kérdései iránt.
A sorozat több-kevesebb regényét kb. húsz nyelvre fordították le, beleértve a magyart. Bár cselekményük Velencében zajlik, Donna Leon nem engedélyezi olasz nyelvre való fordításukat. Azzal indokolja ezt, hogy mély, a fogalom tág értelmében vett kulturális különbségek vannak szülőhazája és Olaszország között, amelyek okai lehetnek annak, hogy félreértsék az írót. Egy interjúban ezt állítja: „Nagyon szeretem az olaszokat, de nem táplálok semmiféle illúziót erkölcsi érzékükkel kapcsolatban. Ebből a szempontból nagyon angol-szász vagyok! Főleg az újságírók felületesen teszik a dolgukat. Meg vagyok róla győződve, hogy csak bírálatokban lenne részem.” Valóban, kritikusok, főleg olaszok úgy látják, hogy Donna Leon regényeiben sok sztereotípia van Olaszország és az olaszokkal kapcsolatban. Például Ranieri Polese, a Corriere della Sera irodalmi kritikusa ezt írta róla: „Megvan a sztereotípiák csapdájába esés kockázata, és Leon, Brunetti rokonszenvessége ellenére, nem kerüli el őket. Nem hiába nem akarja, hogy regényeit olaszra fordítsák.”
Donna Leon különösen népszerű német nyelvterületen. Az ARD német regionális közmédiumokat tömörítő szövetség 26 regényéből készített 2000 és 2019 között TV-sorozatot Nyomozás Velencében (németül: Donna Leon) címmel. A színészek és stábja németek, de a külső jeleneteket Velencében forgatták.

#### Díjak
- 1999 – Palle-Rosenkrantz-díj(wd) (Dánia), a Death in a Strange Country című regénynek (Halál idegenben. Geopen, 2008. ISBN 9789639765122);[18]
- 2000 – Silver Dagger-díj(wd) (Egyesült Királyság), a Friends in High Places-nek (Felsőbb körök. Geopen 2009. ISBN 978-963-9765-70-2);[19]
- 2018 – Gold Dagger-díj(wd), az Unto Us a Son Is Given-nek (szó szerint „Fiúnk adatik”).[19]